# 姫野りむ
姫野 りむ（ひめの りむ、1985年1月20日 - ）は、日本のAV女優、ストリッパー。
神奈川県出身。

## 略歴
2005年に『新人×ギリモザ 新人/恥辱/初絶頂』でエスワン専属女優としてAVデビュー。
2008年2月16日に川崎ロック座にてストリップデビュー。

## 作品

### アダルトビデオ
2005年
- 新人×ギリモザ 新人/恥辱/初絶頂（5月7日、エスワン）
- ギリギリモザイク 6つのコスチュームでパコパコ!（6月19日、エスワン）
- ギリギリモザイク ギリギリモザイク（7月19日、エスワン）
- ギリギリモザイク りむがいっぱい癒してあげる（8月19日、エスワン）
- ギリギリモザイク 僕ラノ担任ハ淫乱痴女教師（9月19日、エスワン）
- ギリギリモザイク W痴女（10月7日、エスワン）
- 痴女と精子4（11月1日、MOODYZ）
- 淫手観音 極楽性感マッサージ（12月1日、MOODYZ）

2006年
- アナルFUCK（1月1日、MOODYZ）
- 若妻たちのセックス裏事情（2月13日、MOODYZ）
- 女教師 中出し20連発 姫野りむ（6月8日、アイエナジー）
- 極 本番（7月7日、GLAY'z）
- 裸のナース（8月4日、GLAY'z）
- ザ・カメラテスト おしゃぶりする面接なんて初めてです! すっごい上手、あぁっ出るッ!（10月21日、アテナ映像）
- 痴漢猥褻男（12月7日、アイエナジー）
- 人妻強姦中出し 理不尽に犯され中出しされる人妻 姫野りむ（12月10日、隼エージェンシー）

2007年
- 人妻の情事6 夫以外の男に中出しされた妻たち（1月13日、隼エージェンシー）
- フェラコレ2007冬SP（1月13日、隼エージェンシー）
- こだわりの手コキ 4時間SP 3 40人のハンドメイド（2月10日、隼エージェンシー）
- オナニスト ［第十六章］（3月10日、隼エージェンシー）
- 女教師レイプ2 レイプされる9人の女教師（4月12日、隼エージェンシー）
- フェラコレ2007春SP（4月12日、隼エージェンシー）
- 近親相姦中出し2 6人の近親中出し物語（4月19日、BRAVO）
- 犯られた人妻たち 第5章 中出しされる5人の人妻（4月20日、Nadeshiko）
- 逆ナンパ中出し ナンパして中出しさせる8人のギャル（5月12日、隼エージェンシー）
- こだわりの手コキ 4時間SP 4 40人のハンドメイド（5月12日、隼エージェンシー）
- ヴァージンレズ 17（5月18日、U&K）
- 真*痴女覚醒 vol.02（5月19日、BRAVO）
- 手コキ痴獄「手゛ちゃう!」 vol.11（6月8日、U&K）
- 人妻のイケない欲望 誘惑する5人の人妻たち（6月16日、隼エージェンシー）
- 中出しされた人妻たち 第5章（6月19日、ミスター・インパクト）
- 奴隷女教師 愛玩淫唇（7月1日、シネマジック）
- 和服妻の柔肌 6 義兄に犯された未亡人の性と人妻たちの肉欲（7月11日、アテナ映像）
- DOUBLE CHIJO 7（7月13日、U&K）
- キモメンにイカされる姫野りむ（8月4日、アキノリ）
- こだわりの手コキ 4時間SP 5 30人のハンドメイド（8月11日、隼エージェンシー）
- おねえさんの素顔 姫野りむ（22歳）（8月13日、溜池ゴロー）
- フェラマニア Vol.3（8月19日、ミスター・インパクト）
- オナニスト ［第十八章］（9月8日、隼エージェンシー）
- 義理の姉 姫野りむ（22歳）（9月13日、溜池ゴロー）
- 包茎クリニックのお仕事（10月4日、SODクリエイト）
- ショップ店員試着室逆ナン チ○ポの採寸もさせて下さい（10月4日、Hunter）
- 汚辱のセレブリティーメイド（11月1日、シネマジック）
- オナニスト ［第十八章］（11月23日、アテナ映像）
- オトコのスケベな妄想シリーズ VOL.7 ヘンゼル&グレーテル（12月6日、SODクリエイト）
- 潮吹き女子校生10連発 19（12月7日、クリスタル映像）
- 生中出し女子校生 4時間 スペシャル（12月17日、メディアステーション）
- LADYスチュワーデス物語（12月20日、LADY×LADY）

2008年
- コギャル温泉コンパニオン ZABOON（1月18日、ケイ・エム・プロデュース）
- 人妻レイプ4時間 II 犯られまくる10人の人妻たち（1月18日 Nadeshiko（なでしこ））
- 陵辱アパート 3 よがり啼く肉奴（1月25日、大洋図書）
- コイビトシャシン 12（1月25日、大洋図書）
- 家庭教師はガマンできない 28（1月25日、クリスタル映像）
- Hな催眠術を手に入れた!!（2月7日、SODクリエイト）
- 働くエロい女 女教師×女医×OL（2月8日、GLAY'z）
- KISS MANIA キスマニア Vol.5（2月19日、ミスター・インパクト）
- すけすけ透視メガネ（2月21日、ロケット）
- 優秀女子社員（2月25日、ながえスタイル）
- SOD陵辱病棟 The プレミアム（3月6日 SODクリエイト）
- 特選!!S級素人ギャルコレクション4時間 5（4月18日、メディアステーション）
- 人気AV女優 姫野りむ 輪姦し監禁100時間（4月20日、スターパラダイス）
- 性的浴場 貸切ソープランド3（5月8日、アキノリ）
- 手コキ女教師 Vol.1（5月15日、テイクワン）
- サイレント・レズビアン 臭いたつ唾液と愛液（6月19日、ドグマ）
- 性的レズ浴場（6月19日、アキノリ）
- ブルジョワ下品な奥様は、マゾな娘が可愛くて、雇われサディスト御奉仕メイドと変態フェロモン分泌生活（6月19日、アンナと花子）
- 某大手金融会社事務 入社2年目 りむ VOL.1（7月15日、ケー・トライブ）
- Gal Can 痴女アネ◆淫語トリップ!! Rimu（7月21日、h.m.p）
- ジラしまくり2回連続射精!!（8月1日、V（ヴィ））
- 和服妻の柔肌 第六章（8月29日、アテナ映像）
- FELLATIO FESTIVAL 11（9月1日、アイデアポケット）

2009年
- 中出し人妻不倫旅行 14（9月25日、ビッグモーカル）
- レズR30（10月19日、アンナと花子）